# Landkreis Neunkirchen
Landkreis Neunkirchen er en Landkreis i den østlige del af den tyske delstat Saarland.  
Den grænser i nord op til Landkreis St. Wendel, i øst danner Landkreis Kusel fra Rheinland-Pfalz grænse, Saarpfalz-Kreis og Regionalverband Saarbrücken i syd og Landkreis Saarlouis i vest.
Ottweiler fungerer som administrationsby. 

## Byer og kommuner
(indbyggere pr. 31. december 2008)
| Byer                                          | Kommuner |
| --------------------------------------------- | --- |
| 1. Neunkirchen (48.330) 2. Ottweiler (15.086) | 1. Eppelborn (17.614) 2. Illingen (17.624) 3. Merchweiler (10.617) 4. Schiffweiler (16.796) 5. Spiesen-Elversberg (13.881) |